# Canal de Crinan

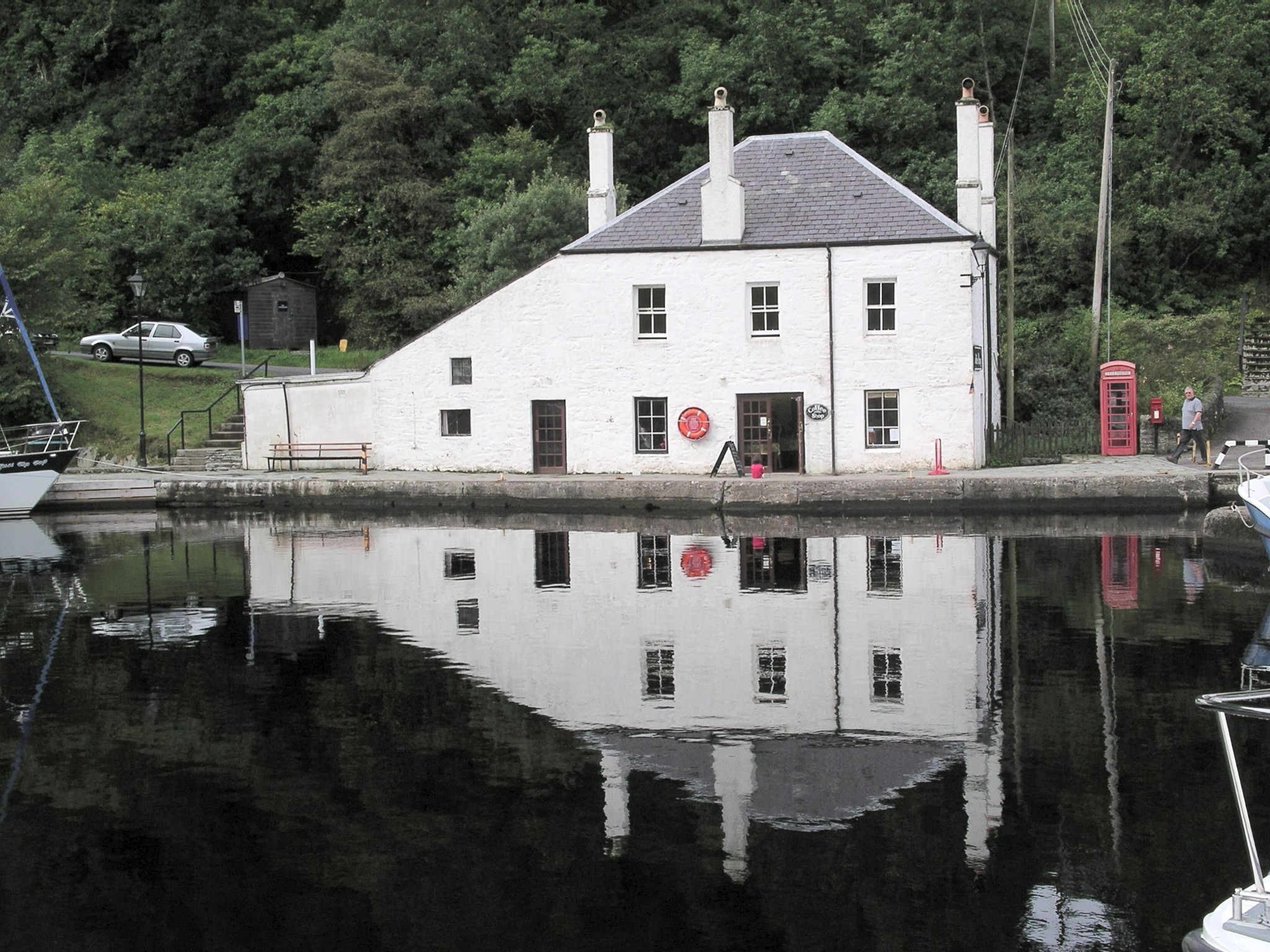
Lock House sur le canal de Crinan

Le canal de Crinan (Crinan Canal en anglais) est un canal situé à l'ouest de l'Écosse. Il doit son nom au village de Crinan qui s'élève à proximité de son extrémité ouest. Long de 14,5 km, il relie Ardrishaig sur le Loch Gilp au Sound of Jura, offrant une voie navigable entre la Clyde et les Hébrides intérieures, sans nécessité de déviation autour de la péninsule de Kintyre, et en particulier l'exposé Mull of Kintyre. Le canal n'a pas de limites de hauteur, et c'est une route populaire pour les yachts qui voyagent en provenance du Firth of Clyde vers la côte ouest de l'Écosse. Il fait trois mètres de profondeur.
Le canal est construit à l'origine pour les vaisseaux commerciaux, et plus tard permet aux Clyde puffers  de voyager entre la région industrialisée Glasgow vers les villages et les îles des Highlands de l'ouest. Il est conçu par l'ingénieur civil John Rennie et les travaux commencent en 1794, mais le canal n'est pas terminé avant 1801 (deux ans après la date prévue).

## Images

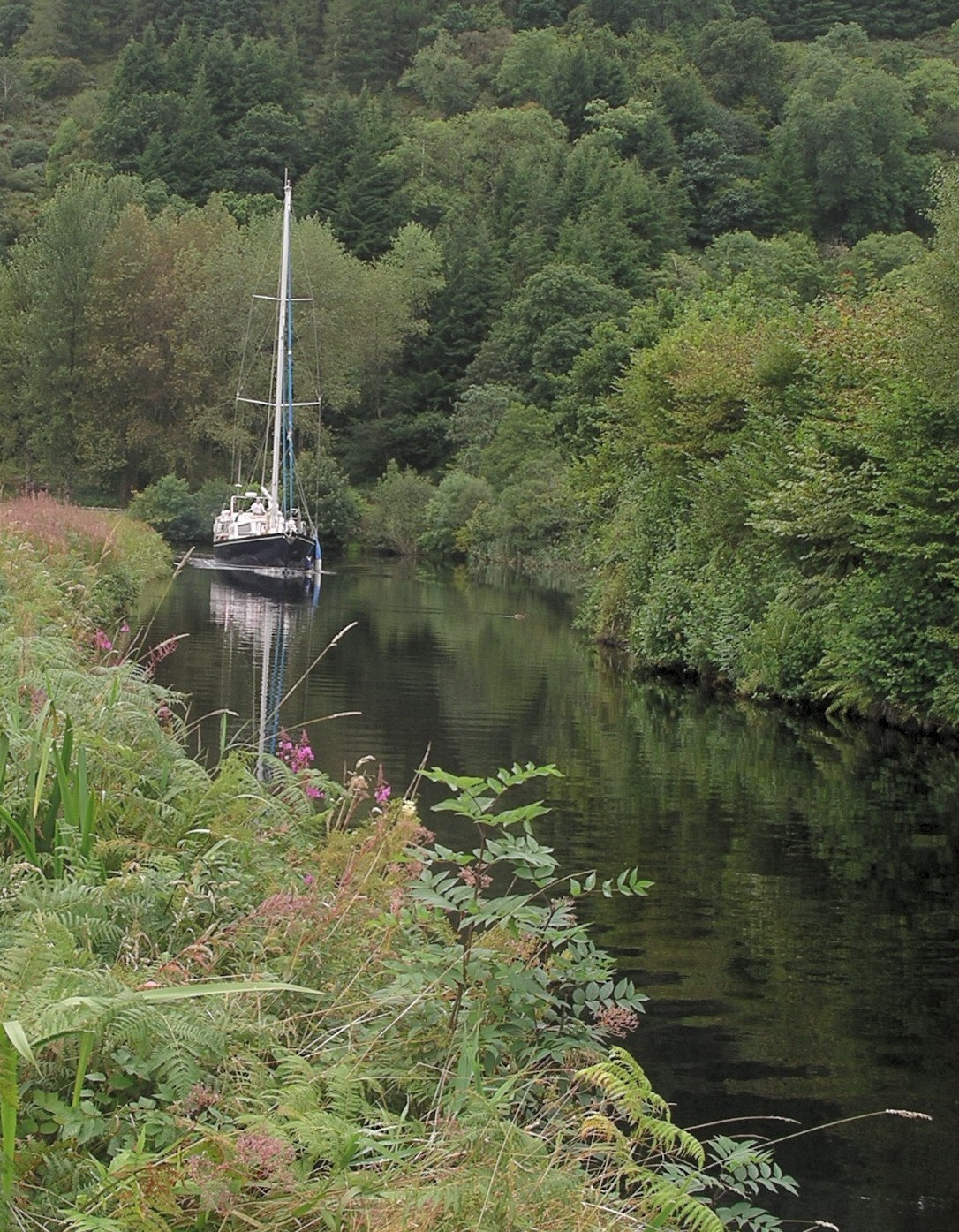
Yacht circulant sur le canal
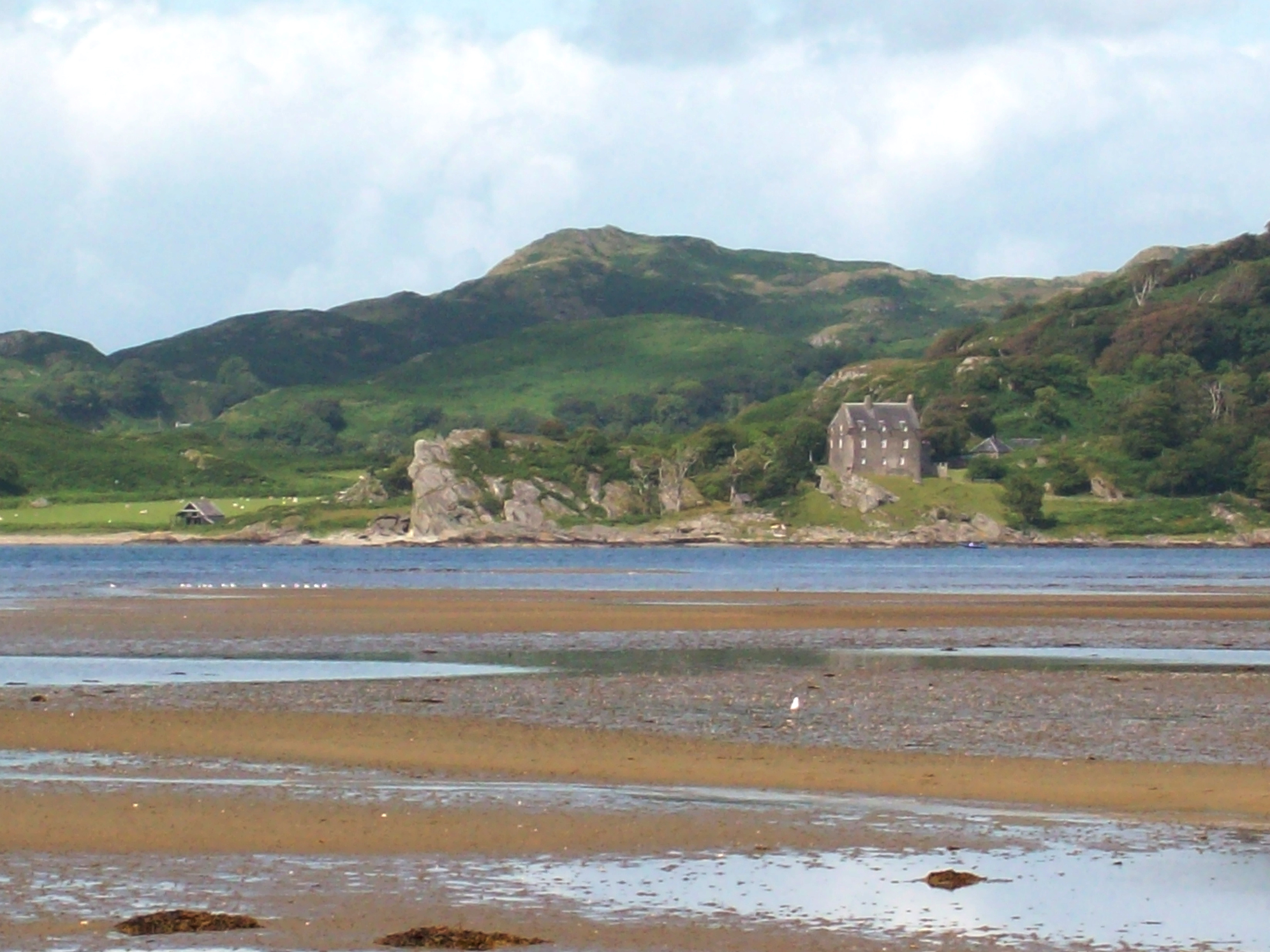
vue du Crinan Ferry
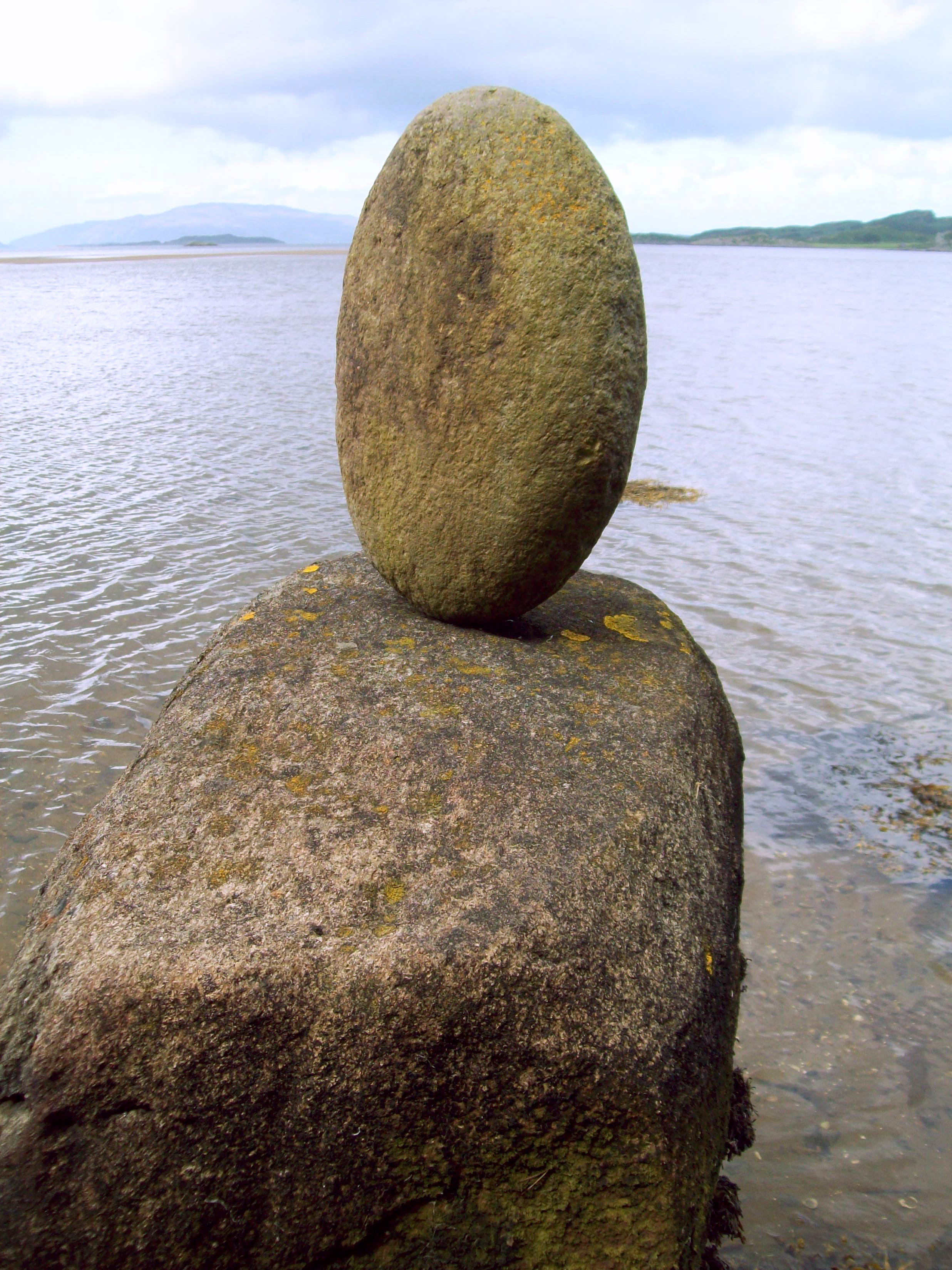
Curieuse sculpture en forme d'œuf située sur la plage à Crinan Ferry